# 김학공전
《김학공전》(金鶴公傳)은 작자 미상의 한국 고전소설이다. 조선 후기 신분제의 동요가 사실적으로 기록되어 있다.

## 개요
＜김학공전＞은 주인과 노비(奴婢) 사이의 대립, 갈등과 복수를 다룬 고소설 작품이다. 이 작품에 나타난 노비와 주인 간의 대립과 갈등은 전통적인 신분제가 동요되던 조선 후기 사회를 배경으로 한다. 조선 후기에는 곡식을 바치는 사람에게 직첩을 주던 납속수직(納贖授職), 다른 신분으로의 모칭(冒稱), 면천첩(免賤帖)의 발행 등으로 신분제가 크게 동요되었다. 주인공 학공이 다섯 살 되던 해에 그의 부친이 죽어 가사(家事)를 주관할 사람이 없게 되자 노비 박명석을 주동으로 한 노속들이 모반하여 비합법적으로 천민 신분을 면하던 사례를 소재로 하여 구성한 것이다.
학공은 노속들의 모반으로 여러 차례 죽을 고비를 맞지만 유모, 춘섬, 별선 등 주변의 헌신적인 도움으로 위기를 넘긴다. 결국 관리가 된 그는 모반의 무리를 탕진하고 복수를 한다. 작자는 명문가의 자녀를 주인공으로 앞세우고 있으나 보수적인 신분 의식을 고수하지는 않는다. 정당한 절차에 따른 신분 해방을 지지하며 무력에 의한 모반은 용서하지 않는다. 이처럼 ＜김학공전＞에는 선명한 작가 의식이 드러나고 있으며 당시의 민중 의식이 잘 반영되어 있다.
≪청구야담≫, ≪삽교별집≫ 등의 문헌에도 노비들의 신분 상승 욕구가 드러난 사례들이 한문 단편으로 기록되어 전한다. 이런 유의 이야기들은 널리 구전되어 오다가 한문에 소양이 있는 지식인들에 의해 한문 단편으로 구성되었을 것이다. 한편, ＜김학공전＞과 같이 한글 소설로도 창작되었는데, 1912년에 발표된 이해조의 ＜탄금대(彈琴臺)＞와도 내용면에서 일치하는 점이 많아 신소설로 개작된 것임을 알 수 있다.